# Kyralamm (Grangärde socken, Dalarna, 667102-144287)
Kyralamm är en sjö i Ludvika kommun i Dalarna och ingår i Norrströms huvudavrinningsområde.